# Ошитківська вулиця
Оши́тківська ву́лиця — зникла вулиця, що існувала в Дніпровському районі міста Києва, місцевість Воскресенська слобідка. Пролягала від Головної вулиці до тодішнього бульвару Перова (нині Воскресенський проспект).

## Історія
Вулиця виникла в 50-ті роки XX століття під назвою Нова. Назву Ошитківська вулиця отримала 1957 року. У 1961 році частина вулиці увійшла до складу вулиці Вернадського  (нині — вулиця Чорних Запорожців).
Ліквідована наприкінці 1970-х років у зв'язку зі знесенням старої забудови Воскресенської слобідки та частковим переплануванням місцевості.